# Lamond Murray
Lamond Maurice Murray (ur. 20 kwietnia 1973 w Pasadenie) – amerykański koszykarz, występujący na pozycji niskiego skrzydłowego.
Jest kuzynem Tracy'ego Murraya, byłego zawodnika klubów Blazers, Rockets, Raptors, Bullets / Wizards, Nuggets, Raptors, Lakers. Jego syn – Lamond Murray Jr występuje w drużynie na uczelni Pepperdine, Waves.

## Osiągnięcia
Na podstawie, o ile nie zaznaczono inaczej.
NCAA
- Uczestnik:
  - fazy Sweet Sixteen turnieju NCAA (1993)
  - turnieju NCAA (1993, 1994)
- Zaliczony do:
  - II składu All-American (1994)[5]
  - I składu:
    - Pac-12 (1993, 1994)
    - pierwszoroczniaków Pac-12 (1992)

  - Galerii Sław Koszykówki Konferencji Pac-12 NCAA (Pac-12 Basketball Hall of Honor – 2012)[6]

NBA
- Uczestnik Rookie Challenge (1995)